# Mini Clubman (2007)
La Mini Clubman è un'automobile compatta con carrozzeria di tipo station wagon, realizzata dalla Mini a partire dal 2007 al 2024.

## Prima generazione (2007-2014)

### Profilo e descrizione
I motori a quattro cilindri, il cambio automatico e manuale sono identici a quelli usati nel modello berlina, ad eccezione del motore diesel da 90 CV.
Le sospensioni posteriori, a schema multilink, sono costituiti da bracci longitudinali multipli con barre antirollio.
La Clubman è dotata di 6 airbag, controllo di stabilità, assistenza alla frenata e ripartitore elettronico di frenata.
Essa è stata allungata di 24 cm rispetto alla Mini 3 porte. Proprio come il modello a tre porte, la Clubman è disponibile nelle versioni One, Cooper, Cooper D, Cooper SD, Cooper S o John Cooper Works (JCW).

### Esterni e Interni
Identica alla berlina 3 porte dal montante centrale in avanti, la Clubman presenta una lunghezza aumenta di 240 mm con il passo più lungo di 80 mm. Maggiore è anche lo spazio nei sedili posteriori e lo spazio di carico è più profondo di 160 mm, fornendo un bagaglio di 260 litri con i sedili in uso e di 930 litri con i sedili posteriori ripiegati. La Clubman inoltre pesa 64 kg in più rispetto al suo omologo a tre porte.
La Clubman offre l'accesso al vano di carico attraverso porte posteriori divise in due ante, in modo simile a quanto è presente nei veicoli commerciali. Tutti i modelli della Clubman dispongono di una porta laterale ad apertura all'indietro "a vento", che si trova sul lato destro della fiancata. Essa è molto più piccola rispetto alle normali portiere presenti sul lato del conducente e del passeggero.

## Seconda generazione (2015-2024)

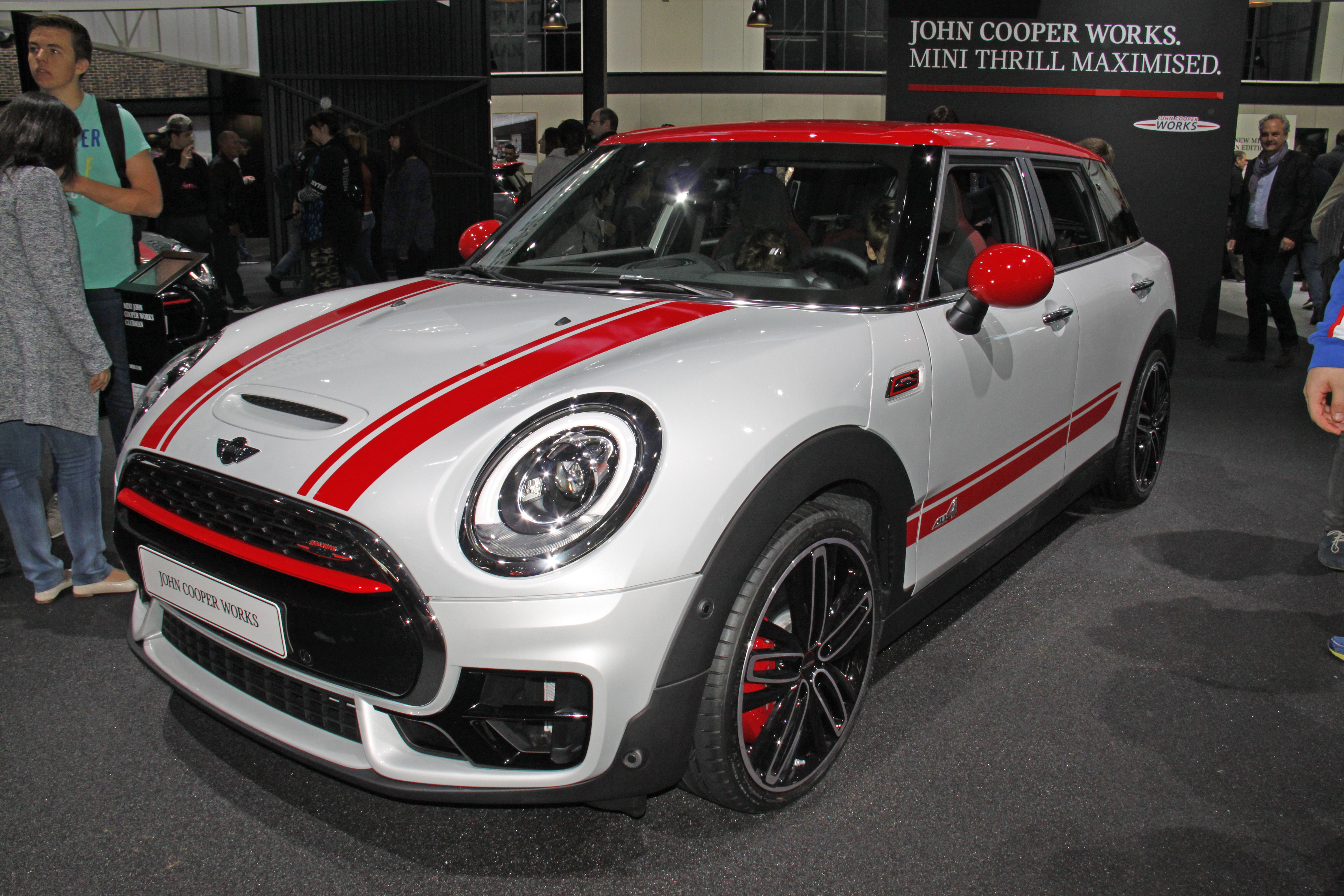
Mini Clubman John Cooper Works seconda serie

La seconda generazione della Clubman è stata annunciata nel 2013 con il nome in codice F54. Il concept è stato presentato nel 2014 al Salone di Ginevra, con il modello di serie che ha debuttato nel 2015 al salone di Francoforte. Il nuovo modello è basato sulla nuova piattaforma BMW denominata UKL2.

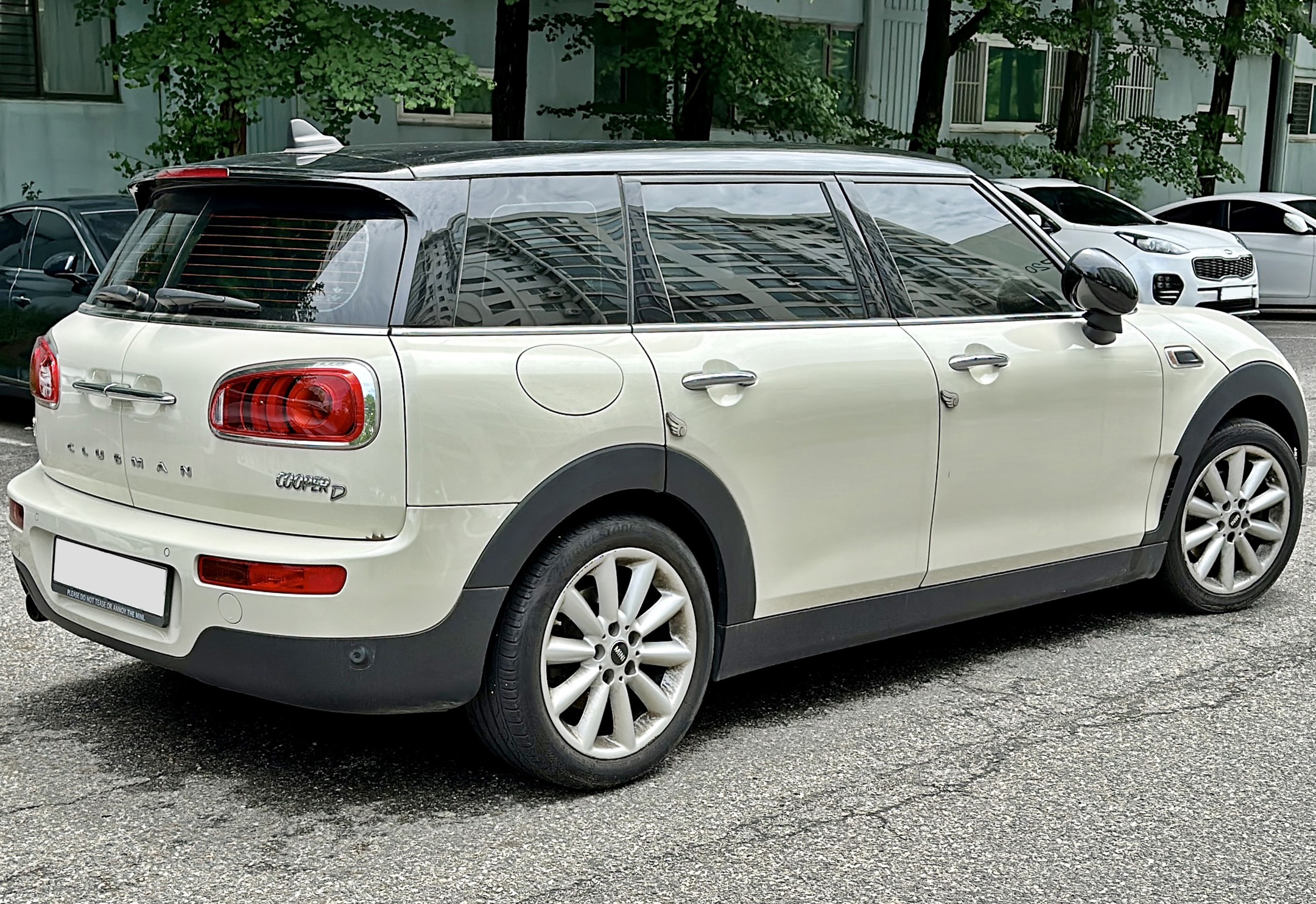
Retro seconda serie

Al momento del suo debutto la Mini Clubman è la più grande Mini mai prodotta dalla casa britannica, misurando 427 centimetri in lunghezza e 180 centimetri in larghezza contro i precedenti 168 centimetri della sua antenata. Il nuovo modello dispone di 4 porte più quella posteriore ad apertura doppia a differenza della precedente serie che aveva 2 porte convenzionali più una più piccola controvento.

### Restyling 2021
A gennaio 2021 il modello subisce lo stesso restyling già applicato su Countryman e Mini 3 e 5 porte: alcuni ritocchi estetici alla calandra anteriore e ai fari, sia anteriori che posteriori, che riprendono il motivo della "Union Jack" britannica, mentre dentro debutta un nuovo quadro strumenti parzialmente digitale e un nuovo sistema di infotainment, con un generale miglioramento delle finiture degli interni.

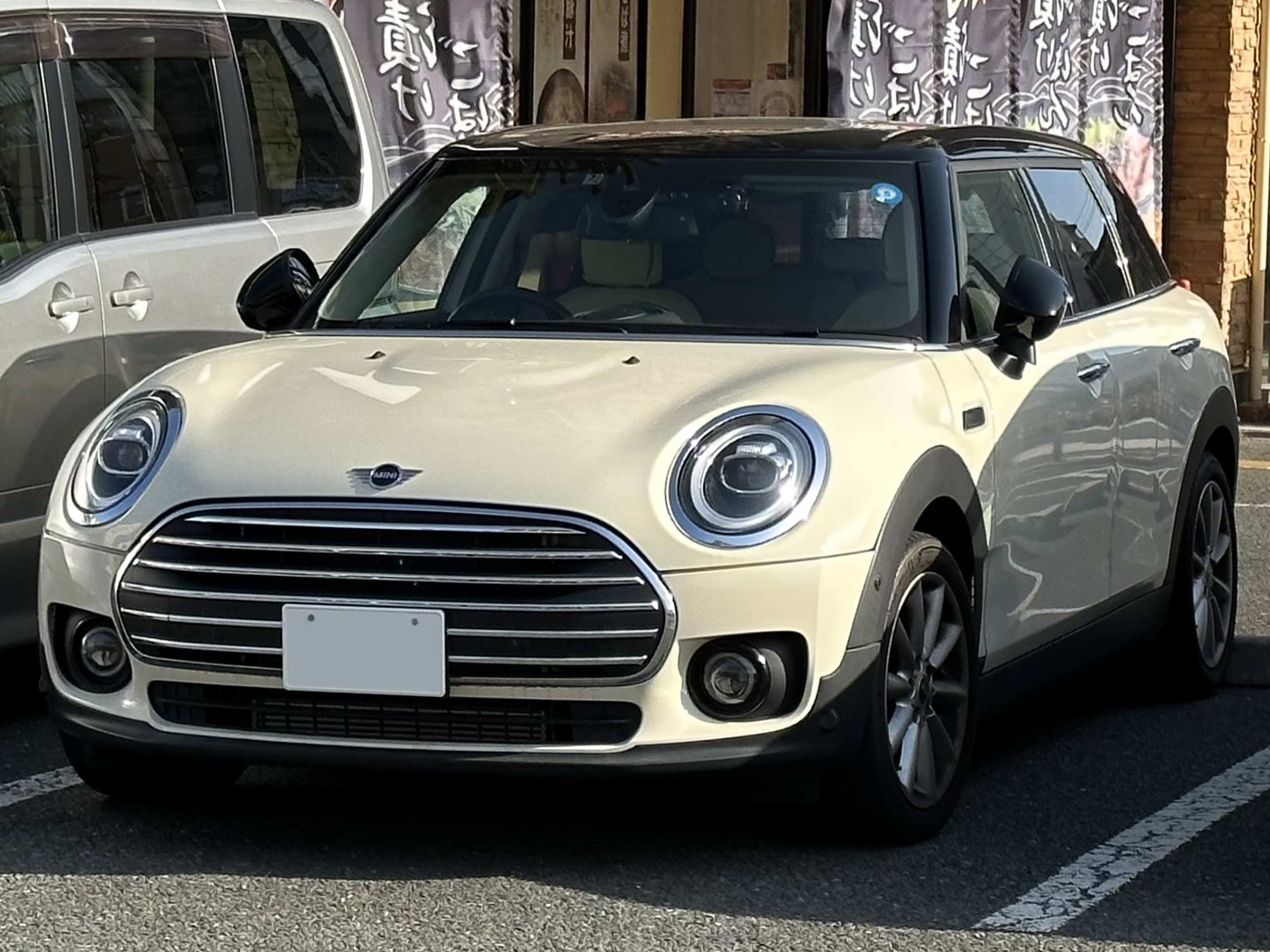
Restyling

In genere rimangono le stesse motorizzazioni e allestimenti, con alcune modifiche: invariati i motori turbo benzina 3 cilindri 1.5 delle versioni One, da 102 CV, e Cooper, da 136 CV, mentre il turbo 4 cilindri 2.0 della Cooper S passa da 192 a 178 CV. Sono a gasolio i turbo 3 cilindri 1.5, da 116 CV per la One D, e 4 cilindri 2.0: la Cooper D ha 150 CV, la Cooper SD offre 190 CV.
A partire da marzo 2022, a causa della crisi globale del settore automobilistico, la gamma viene ridotta alle sole versioni Cooper, Cooper S e JCW, dotate esclusivamente del cambio automatico, questo fino a fine 2022, quando viene reintegrata la sola versione Cooper D con il 2.0 a gasolio da 150 CV.